# 奧克塔文
50°45′26″N 24°16′28″E / 50.75722°N 24.27444°E
奧克塔文（羅馬化：Oktavyn）是烏克蘭西北部的村莊，隸屬沃倫州的沃洛德米爾區。該村始建於1820年，面積5.46平方公里，海拔高度238米，2001年人口4，人口密度每平方公里0.73人。